# Selección de fútbol de Seychelles
La selección de fútbol de Seychelles es el equipo representativo del país en las competiciones oficiales. Su organización está a cargo de la Federación de Fútbol de Seychelles, perteneciente a la CAF y miembro de la FIFA, siendo una de las selecciones más débiles de África.

## Historia

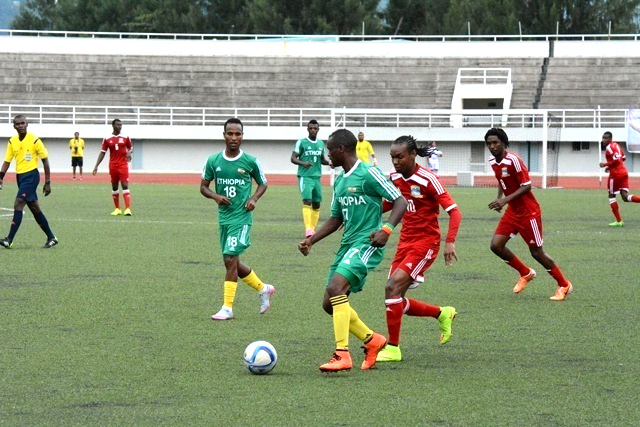
Seychelles v en el Stade Linité, 5 de septiembre de 2015

Seychelles nunca se ha clasificado para una Copa Africana de Naciones o a una Copa Mundial de Fútbol, pero hicieron su debut en eliminatorias para la Copa Africana de Naciones en 1998, perdiendo ante Mauricio por 2:1.
Según el anterior entrenador yugoslavo Gardasevic Vojo, el equipo de Seychelles hizo su debut en las eliminatorias del Mundial para la edición de Corea y Japón 2002 en el 2001. Philip Zialor consiguió el gol para Seychelles en el empate 1-1 contra Namibia en el Stade Linité. En el partido de ida de la ronda preliminar, Seychelles perdió 0-3 en Windhoek.
En su segundo intento de clasificarse a una Copa Mundial de Fútbol fue para Alemania 2006. Seychelles en el partido de ida perdió 0-4 en casa ante Zambia, pero empató 1-1 en el partido de vuelta en Lusaka.
El triunfo más grande fue haberle ganado a Zimbabue, para la Copa Africana de Naciones del 2004 y su mayor logro ha sido ganar los Juegos de las Islas del Océano Índico en el 2011 luego de vencer a Mauricio en la final por penales.

## Estadísticas

### Copa Mundial de Fútbol
| Copa Mundial de Fútbol | Copa Mundial de Fútbol  | Copa Mundial de Fútbol  | Copa Mundial de Fútbol  | Copa Mundial de Fútbol  | Copa Mundial de Fútbol  | Copa Mundial de Fútbol  | Copa Mundial de Fútbol  |
| Año                    | Ronda                   | J                       | G                       | E                       | P                       | GF                      | GC                      |
| ---------------------- | ----------------------- | ----------------------- | ----------------------- | ----------------------- | ----------------------- | ----------------------- | ----------------------- |
| 1930 - 1974            | No existía la selección | No existía la selección | No existía la selección | No existía la selección | No existía la selección | No existía la selección | No existía la selección |
| 1978 - 1998            | No participó            | No participó            | No participó            | No participó            | No participó            | No participó            | No participó            |
| 2002                   | No clasificó            | No clasificó            | No clasificó            | No clasificó            | No clasificó            | No clasificó            | No clasificó            |
| 2006                   | No clasificó            | No clasificó            | No clasificó            | No clasificó            | No clasificó            | No clasificó            | No clasificó            |
| 2010                   | No clasificó            | No clasificó            | No clasificó            | No clasificó            | No clasificó            | No clasificó            | No clasificó            |
| 2014                   | No clasificó            | No clasificó            | No clasificó            | No clasificó            | No clasificó            | No clasificó            | No clasificó            |
| 2018                   | No clasificó            | No clasificó            | No clasificó            | No clasificó            | No clasificó            | No clasificó            | No clasificó            |
| 2022                   | No clasificó            | No clasificó            | No clasificó            | No clasificó            | No clasificó            | No clasificó            | No clasificó            |
| 2026                   | No clasificó            | No clasificó            | No clasificó            | No clasificó            | No clasificó            | No clasificó            | No clasificó            |
| 2030                   | Por disputarse          | Por disputarse          | Por disputarse          | Por disputarse          | Por disputarse          | Por disputarse          | Por disputarse          |
| 2034                   | Por disputarse          | Por disputarse          | Por disputarse          | Por disputarse          | Por disputarse          | Por disputarse          | Por disputarse          |
| Total                  | 0/23                    | -                       | -                       | -                       | -                       | -                       | -                       |

### Copa Africana de Naciones
| Copa Africana de Naciones | Copa Africana de Naciones | Copa Africana de Naciones | Copa Africana de Naciones | Copa Africana de Naciones | Copa Africana de Naciones | Copa Africana de Naciones | Copa Africana de Naciones |
| Año                       | Ronda                     | J                         | G                         | E                         | P                         | GF                        | GC                        |
| ------------------------- | ------------------------- | ------------------------- | ------------------------- | ------------------------- | ------------------------- | ------------------------- | ------------------------- |
| 1957 - 1972               | No existía la selección   | No existía la selección   | No existía la selección   | No existía la selección   | No existía la selección   | No existía la selección   | No existía la selección   |
| 1974 - 1988               | No participó              | No participó              | No participó              | No participó              | No participó              | No participó              | No participó              |
| 1990                      | No clasificó              | No clasificó              | No clasificó              | No clasificó              | No clasificó              | No clasificó              | No clasificó              |
| 1992                      | Se retiró                 | Se retiró                 | Se retiró                 | Se retiró                 | Se retiró                 | Se retiró                 | Se retiró                 |
| 1994                      | No participó              | No participó              | No participó              | No participó              | No participó              | No participó              | No participó              |
| 1996                      | Se retiró                 | Se retiró                 | Se retiró                 | Se retiró                 | Se retiró                 | Se retiró                 | Se retiró                 |
| 1998                      | No clasificó              | No clasificó              | No clasificó              | No clasificó              | No clasificó              | No clasificó              | No clasificó              |
| 2000                      | No participó              | No participó              | No participó              | No participó              | No participó              | No participó              | No participó              |
| 2002                      | No participó              | No participó              | No participó              | No participó              | No participó              | No participó              | No participó              |
| 2004                      | No clasificó              | No clasificó              | No clasificó              | No clasificó              | No clasificó              | No clasificó              | No clasificó              |
| 2006                      | No clasificó              | No clasificó              | No clasificó              | No clasificó              | No clasificó              | No clasificó              | No clasificó              |
| 2008                      | No clasificó              | No clasificó              | No clasificó              | No clasificó              | No clasificó              | No clasificó              | No clasificó              |
| 2010                      | No clasificó              | No clasificó              | No clasificó              | No clasificó              | No clasificó              | No clasificó              | No clasificó              |
| 2012                      | No participó              | No participó              | No participó              | No participó              | No participó              | No participó              | No participó              |
| 2013                      | No clasificó              | No clasificó              | No clasificó              | No clasificó              | No clasificó              | No clasificó              | No clasificó              |
| 2015                      | Se retiró                 | Se retiró                 | Se retiró                 | Se retiró                 | Se retiró                 | Se retiró                 | Se retiró                 |
| 2017                      | No clasificó              | No clasificó              | No clasificó              | No clasificó              | No clasificó              | No clasificó              | No clasificó              |
| 2019                      | No clasificó              | No clasificó              | No clasificó              | No clasificó              | No clasificó              | No clasificó              | No clasificó              |
| 2021                      | No clasificó              | No clasificó              | No clasificó              | No clasificó              | No clasificó              | No clasificó              | No clasificó              |
| 2023                      | No clasificó              | No clasificó              | No clasificó              | No clasificó              | No clasificó              | No clasificó              | No clasificó              |
| 2025                      | No participó              | No participó              | No participó              | No participó              | No participó              | No participó              | No participó              |
| 2027                      | Por definir               | Por definir               | Por definir               | Por definir               | Por definir               | Por definir               | Por definir               |
| Total                     | 0/35                      | -                         | -                         | -                         | -                         | -                         | -                         |

## Selección Local

### Campeonato Africano de Naciones
| Campeonato Africano de Naciones | Campeonato Africano de Naciones | Campeonato Africano de Naciones | Campeonato Africano de Naciones | Campeonato Africano de Naciones | Campeonato Africano de Naciones | Campeonato Africano de Naciones | Campeonato Africano de Naciones |
| Año                             | Ronda                           | J                               | G                               | E                               | P                               | GF                              | GC                              |
| ------------------------------- | ------------------------------- | ------------------------------- | ------------------------------- | ------------------------------- | ------------------------------- | ------------------------------- | ------------------------------- |
| 2009                            | No participó                    | No participó                    | No participó                    | No participó                    | No participó                    | No participó                    | No participó                    |
| 2011                            | No clasificó                    | No clasificó                    | No clasificó                    | No clasificó                    | No clasificó                    | No clasificó                    | No clasificó                    |
| 2014                            | No clasificó                    | No clasificó                    | No clasificó                    | No clasificó                    | No clasificó                    | No clasificó                    | No clasificó                    |
| 2016                            | No clasificó                    | No clasificó                    | No clasificó                    | No clasificó                    | No clasificó                    | No clasificó                    | No clasificó                    |
| 2018                            | No clasificó                    | No clasificó                    | No clasificó                    | No clasificó                    | No clasificó                    | No clasificó                    | No clasificó                    |
| 2021                            | No clasificó                    | No clasificó                    | No clasificó                    | No clasificó                    | No clasificó                    | No clasificó                    | No clasificó                    |
| 2023                            | No clasificó                    | No clasificó                    | No clasificó                    | No clasificó                    | No clasificó                    | No clasificó                    | No clasificó                    |
| 2025                            | No participó                    | No participó                    | No participó                    | No participó                    | No participó                    | No participó                    | No participó                    |
| Total                           | 0/8                             | -                               | -                               | -                               | -                               | -                               | -                               |

### Copa COSAFA
| Copa COSAFA | Copa COSAFA    | Copa COSAFA  | Copa COSAFA  | Copa COSAFA  | Copa COSAFA  | Copa COSAFA  | Copa COSAFA  |
| Año         | Ronda          | J            | G            | E            | P            | GF           | GC           |
| ----------- | -------------- | ------------ | ------------ | ------------ | ------------ | ------------ | ------------ |
| 1997 - 2004 | No participó   | No participó | No participó | No participó | No participó | No participó | No participó |
| 2005        | Fase de grupos | 1            | 0            | 0            | 1            | 0            | 3            |
| 2006        | Fase de grupos | 2            | 0            | 1            | 1            | 1            | 3            |
| 2007        | Fase de grupos | 2            | 0            | 0            | 2            | 0            | 7            |
| 2008        | Fase de grupos | 3            | 1            | 1            | 1            | 8            | 2            |
| 2009        | Fase de grupos | 3            | 0            | 0            | 3            | 2            | 6            |
| 2010        | Cancelado      | Cancelado    | Cancelado    | Cancelado    | Cancelado    | Cancelado    | Cancelado    |
| 2013        | Fase de grupos | 2            | 0            | 0            | 2            | 2            | 8            |
| 2015        | Fase de grupos | 3            | 0            | 1            | 2            | 0            | 2            |
| 2016        | Fase de grupos | 3            | 0            | 0            | 3            | 0            | 10           |
| 2017        | Fase de grupos | 3            | 0            | 0            | 3            | 1            | 10           |
| 2018        | Fase de grupos | 3            | 0            | 2            | 1            | 2            | 3            |
| 2019        | Fase de grupos | 3            | 0            | 1            | 2            | 0            | 6            |
| 2020        | Cancelado      | Cancelado    | Cancelado    | Cancelado    | Cancelado    | Cancelado    | Cancelado    |
| 2021        | No participó   | No participó | No participó | No participó | No participó | No participó | No participó |
| 2022        | Fase de grupos | 3            | 0            | 0            | 3            | 1            | 6            |
| 2023        | Fase de grupos | 3            | 0            | 0            | 3            | 2            | 9            |
| 2024        | Fase de grupos | 3            | 0            | 1            | 2            | 4            | 7            |
| Total       | 14/23          | 37           | 1            | 7            | 29           | 23           | 82           |

## Palmarés
- Juegos del Océano Índico (1): 2011
- Torneos amistosos: 
  - Copa Mahinda Rajapaksa (1): 2021

## Últimos partidos y próximos encuentros
Actualizado al último partido jugado el 3 de julio de 2024
| Fecha      | Ciudad           | Local           | Resultado | Visitante  | Competición                     |
| ---------- | ---------------- | --------------- | --------- | ---------- | ------------------------------- |
| 24-08-2023 | Antananarivo     | Madagascar      | 1:0       | Seychelles | Juegos del Océano Índico 2023   |
| 28-08-2023 | Antananarivo     | Mauricio        | 1:0       | Seychelles | Juegos del Océano Índico 2023   |
| 17-11-2023 | Abiyán           | Costa de Marfil | 9:0       | Seychelles | Clasificación Copa Mundial 2026 |
| 20-11-2023 | Abiyán           | Seychelles      | 0:5       | Kenia      | Clasificación Copa Mundial 2026 |
| 08-06-2024 | Berkán           | Gambia          | 5:1       | Seychelles | Clasificación Copa Mundial 2026 |
| 11-06-2024 | Berkán           | Seychelles      | 1:3       | Burundi    | Clasificación Copa Mundial 2026 |
| 28-06-2024 | Puerto Elizabeth | Lesoto          | 1:1       | Seychelles | Copa COSAFA 2024                |
| 01-07-2024 | Puerto Elizabeth | Angola          | 3:2       | Seychelles | Copa COSAFA 2024                |
| 03-07-2024 | Puerto Elizabeth | Namibia         | 3:1       | Seychelles | Copa COSAFA 2024                |
| 20-03-2025 | Franceville      | Gabón           | 3:0       | Seychelles | Clasificación Copa Mundial 2026 |
| 25-03-2025 | Mequinez         | Burundi         | 5:0       | Seychelles | Clasificación Copa Mundial 2026 |

## Jugadores

### Última convocatoria
| No. | Pos. | Jugador           | Fecha de nacimiento (edad)         | Apa. | Goles | Club                    |
| --- | ---- | ----------------- | ---------------------------------- | ---- | ----- | ----------------------- |
|     | POR  | Alvin Michel      | 5 de enero de 1990 (35 años)       | 11   | 0     | St Michel United        |
|     | POR  | Jerome Dingwall   | 16 de enero de 1989 (36 años)      | 9    | 0     | Red Star Defence Forces |
|     | POR  | Dave Mussard      | 8 de febrero de 1987 (38 años)     | 3    | 0     | La Passe                |
|     | DEF  | Juninho Mathiot   | 9 de febrero de 2000 (25 años)     | 11   | 0     | St Louis Suns United    |
|     | DEF  | Benoit Marie      | 8 de octubre de 1987 (37 años)     | 52   | 0     | Côte d'Or               |
|     | DEF  | Warren Mellie     | 1 de octubre de 1994 (30 años)     | 23   | 2     | Foresters Mont Fleuri   |
|     | DEF  | Michael Mancienne | 8 de enero de 1988 (37 años)       | 5    | 1     | Burton Albion           |
|     | DEF  | Don Fanchette     | 3 de diciembre de 1997 (27 años)   | 13   | 0     | La Passe                |
|     | DEF  | Helton Monnaie    | 15 de mayo de 1997 (28 años)       | 4    | 0     | La Passe                |
|     | DEF  | Gervais Waye-Hive | 11 de junio de 1988 (37 años)      | 45   | 6     | St Louis Suns United    |
|     | DEF  | Stan Esther       | 12 de febrero de 2001 (24 años)    | 7    | 0     | Red Star                |
|     | DEF  | Charmaine Häusl   | 27 de enero de 1996 (29 años)      | 2    | 0     | Berliner AK 07          |
|     | DEF  | Colyn Francourt   | 17 de abril de 1998 (27 años)      | 7    | 0     | Foresters Mont Fleuri   |
|     | MED  | Julio Brown       | 30 de agosto de 1996 (28 años)     | 6    | 0     | St Michel United        |
|     | MED  | Brandon Labrosse  | 11 de marzo de 1999 (26 años)      | 14   | 1     | Foresters Mont Fleuri   |
|     | MED  | Kenner Nourrice   | 10 de junio de 1995 (30 años)      | 6    | 0     | St Michel United        |
|     | MED  | Dean Balette      | 9 de junio de 1995 (30 años)       | 2    | 0     | Côte d'Or               |
|     | MED  | Leroy Coralie     | 16 de julio de 1989 (35 años)      | 15   | 0     | St Michel United        |
|     | MED  | Tariq Cedras      | 18 de septiembre de 2001 (23 años) | 1    | 0     | Light Stars             |
|     | MED  | Brandon Fanchette | 31 de diciembre de 2000 (24 años)  | 4    | 0     | La Passe                |
|     | DEL  | Randolf Elizabeth | 29 de octubre de 1995 (29 años)    | 13   | 0     | St John Bosco           |
|     | DEL  | Dean Mothé        | 1 de agosto de 2000 (24 años)      | 11   | 0     | Saint Louis Suns United |
|     | DEL  | Hubert Jean       | 26 de julio de 1996 (28 años)      | 7    | 1     | Saint Louis Suns United |
|     | DEL  | Josip Ravignia    | 19 de enero de 2001 (24 años)      | 7    | 0     | Real Maldives           |
|     | DEL  | Ryan Henriette    | 23 de enero de 2001 (24 años)      | 3    | 1     | Foresters Mont Fleuri   |

## Entrenadores
- Adrian Fisher (1969–1973)[5]
- Ulrich Mathiot (1991)[6]
- Helmut Kosmehl (1992–1993)[6]
- Vojo Gardašević (1997–2001)[6]
- Dominique Bathenay (2002)[6]
- Michael Nees (2002–2004)[6]
- Raoul Shungu (2007)[6]
- Ulrich Mathiot (2008)
- Jan Mak (2008)[7]
- Richard Holmlund (2009)
- Jan Mak (2010)[7]
- Michael Nees (2010)[8][9]
- Andrew Amers-Morrison (2010)[10]
- Ralph Jean-Louis (2010–2011)[10]
- Gavin Jeanne (2012)
- Jan Mak (2013)[7]
- Ulrich Mathiot (2014–2015)[11]
- Bruno Saindini (interino- 2015)[12]
- Ralph Jean-Louis (2015–2016)[12]
- Ulrich Mathiot (2016)[13]
- Joel de Commarmond (2017)
- Rodney Choisy (2017)
- Gavin Jeanne (2018–2019)[14]
- Jan Mak (2019)[15]
- Ralph Jean-Louis (2020–2021)
- Osama Haroun (2021)[16]
- Vivian Bothe (2021–)[2]